# Trochalus nigropiceus
Trochalus nigropiceus är en skalbaggsart som beskrevs av Moser 1917. Trochalus nigropiceus ingår i släktet Trochalus och familjen Melolonthidae. Inga underarter finns listade i Catalogue of Life.